# Der weiße Teufel
Der weiße Teufel ('De witte duivel') is een Duitse film uit 1930 van Alexandre Volkoff. Het is gebaseerd op Lev Tolstojs novelle Hadji Murat uit 1912. De hoofdrollen in het historisch drama werden gespeeld door Ivan Mozjoechin, Lil Dagover en Betty Amann. Het werd als stomme film geproduceerd; later werd het van een soundtrack voorzien.
Anatole Litvak, die later een bekend filmregisseur en scenarioschrijver in Hollywood zou worden, was eerste regieassistent. Enkele bronnen noemen Peter Lorre ten onrechte als figurant in de film. Mogelijk werd de film verward met Der weiße Dämon (1932), waarin Lorre een gebochelde speelt.

## Cast
| Acteur                     | Personage             |
| -------------------------- | --------------------- |
| Ivan Mozjoechin            | Hazji Moerad          |
| Lil Dagover                | Nelidowa              |
| Betty Amann                | Saira                 |
| Fritz Alberti              | Nicolai I             |
| Acho Chakatouny            | Schamil               |
| George Seroff              | Rjaboff               |
| Alexander Murski           | Woronzoff             |
| Kenneth Rive               | Jussuff, Murat's zoon |
| Eduardowa-Ballett, dansers |                       |
| Henry Bender               |                       |
| Rudolf Biebrach            |                       |
| Alexej Bondireff           |                       |
| Bobby Burns                |                       |
| Arturs Cavara              |                       |
| Hugo Döblin                |                       |
| Harry Hardt                |                       |
| Serge Jaroff               |                       |
| A. Kawarro                 |                       |
| Lydia Potechina            |                       |
| Marianne Winkelstern       |                       |